# Emil Abossolo-Mbo
Emil Abossolo-Mbo est un acteur camerounais né le 26 août 1958 à Yaoundé. Il est connu notamment pour ses rôles dans Les Savates du bon Dieu, Africa Paradis ou encore dans la série française Plus belle la vie.

## Biographie
Emil Abossolo-Mbo tombe amoureux du cinéma dès l'âge de trois ans, l'âge qu'il avait lorsque son père l'emmène au cinéma pour la première fois. Commencent alors les imitations en tout genre dans son quartier puis les cours de théâtre et les plateaux.
Lorsqu'il arrive en France en 1984, Emil Abossolo-Mbo s'est déjà fait un nom au Cameroun grâce notamment au trio XYZ, une troupe qu'il a lancé avec deux amis. Malgré le relatif succès du trio, il choisit de faire carrière en France, où il arpentera les planches avec des rôles dans des pièces prestigieuses comme Hamlet, Titus Andronicus et La Tragédie du roi Christophe. Ayant la faculté de jouer en plusieurs langues (français, anglais, espagnol, portugais et béti), il multiplie les apparitions dans les productions internationales (Highlander, Les Aventures du jeune Indiana Jones).
Son ascension sera freinée par une maladie grave qui le frappe en 2001. Mais sa détermination aura raison de la maladie, et on retrouve ensuite l'acteur dans des films comme Africa Paradis, Juju Factory, Ezra.
Depuis août 2005, on le retrouve dans la série Plus belle la vie dans le rôle de Damien Mara, le père de Rudy Torres. Présent au départ pour 59 épisodes quotidiens, il revient occasionnellement et reprend les tournages en octobre 2013 pour apparaître dans le treizième prime-time du feuilleton diffusé le mardi 15 avril 2014 sur France 3.
Depuis 2007, Emil Abossolo-Mbo joue également dans Champs de sons, un spectacle écrit, mis en scène et interprété par lui-même.
Début 2018, il joue dans la pièce Le Traitement du britannique Martin Crimp montée par Rémy Barché au Théâtre des Abbesses à Paris, puis au Théâtre Dijon-Bourgogne. Il y donne la réplique à Catherine Mouchet, Victoire Du Bois, Pierre Baux, Suzanne Aubert et Thierry Bosc en y tenant deux rôles : celui d'un chauffeur de taxi aveugle qui conduit dangereusement plusieurs personnages dans les rues de New-York, ainsi que celui de John, acteur et directeur financier freiné dans sa carrière à cause de ses idéaux et du racisme de l'intelligentsia américaine, dont l'ambition devenue sans scrupule le fera s'approprier le projet des collègues retors qui font appel à lui,.

### Erreurs nominatives fréquentes
Le patronyme de l'acteur camerounais est l'objet de nombreuses erreurs d'épellation, la plus fréquente étant celle-ci : Emile Abossolo-M'Bo. L'orthographe utilisée dans cet article est l'orthographe officielle figurant sur les documents d'identité du comédien.

## Filmographie

### Cinéma
- 2021 : OSS 117 : Alerte rouge en Afrique noire de Nicolas Bedos : Pamplemousse
- 2012 : One Man's show de Newton Aduaka

- 2010 : Un homme qui crie : Mahamat Saleh Haroun
- 2007 : Hitman : Général Ajunwa
- 2007 : Ezra : Rufus
- 2006 : Si le vent soulève les sables : Lassong
- 2006 : Africa Paradis : Yokossi
- 2006 : Juju Factory
- 2005 : Les Saignantes : lui-même
- 2005 : Kirikou et les Bêtes sauvages : l'oncle (voix)
- 2001 : Les Morsures de l'aube : Baptiste
- 2000 : Les Savates du bon Dieu : Maguette
- 1997 : Ma 6-T va crack-er : le prof de sport
- 1991 : Venins
- 1990 : Night on Earth : un passager du taxi à Paris.
- 1989 : Romuald et Juliette : mari #2

### Télévision
- 2015 : Une famille formidable : Ghislain Beaumont
- 2014 : Une vie en Nord : Le père Damien
- 2014 : Intime conviction : Momo
- 2011 : Qui sème le vent : Colonel Aboubacar
- 2007 : Les Prédateurs : Denis Sassou-Nguesso
- 2006 : Père et Maire : Parlaban, le capitaine des pompiers
- 2005 - 2008 et 2014 : Plus belle la vie : Damien Mara (91 épisodes, saisons 1 à 4, et saison 10)
- 2002 : Brigade des mineurs : le substitut du procureur
- 2001 : Tessa à la pointe de l'épée (Queen of Swords) (série télévisée) : Lamorena
- 1997 : PJ : (saison 1 de PJ épisode 1, Racket) : Mamadou
- 1996 : Navarro : (Saison 8 Épisode 3) : le cimetière des sentiments
- 1994 - 1997 : Highlander : Luther (saison 2 épisode 19), Jocko (saison 6 épisode 5)
- 1993 : La Joie de vivre : Arsène
- 1992 : Les Aventures du jeune Indiana Jones : Joseph
- 1987 : La Vieille dame et l'Africain

## Théâtre
- 1995 : Le Retour au désert de Bernard-Marie Koltès, mise en scène Jacques Nichet, Théâtre des Treize Vents à l'Opéra Comédie de Montpellier
- 2018 : Le Traitement précédé de Messager de l'amour de Martin Crimp, traduction Élisabeth Angel-Perez, mise en scène Rémy Barché, Théâtre des Abbesses, Théâtre Dijon-Bourgogne

## Doublage

### Cinéma

#### Films
- 1999 : Le Mariage de l'année : Quentin Spivey (Terrence Howard)
- 2001 : Baby Boy : Sweet Pea (Omar Gooding)
- 2004 : FBI : Fausses blondes infiltrées : Elliot Gordon (Frankie Faison)
- 2005 : Man to Man : Zachary (Patrick Mofokeng)
- 2006 : Le Dernier Roi d'Écosse : Idi Amin Dada (Forest Whitaker)
- 2007 : Les Châtiments : Ben (Idris Elba)
- 2024 : Bob Marley: One Love : Mortimer Planno (Wilfred Chambers)
- 2025 : Life of Chuck : Sam Yarbrough (Carl Lumbly)

#### Films d'animation
- 2005 : Kirikou et les Bêtes sauvages : l'oncle Apo (création de voix)
- 2013 : Aya de Yopougon : Koffi, Dieudonné, Gervais, le père de Mamadou et Dame marche (création de voix)

### Télévision
- 2024 : Eric : George Lovett (Clarke Peters) (mini-série)
- 2024 : Blood Legacy (en) : Bhekisizwe Ndlovu (Treasure Nkosi)